# Денестанвіль
Денестанві́ль (фр. Dénestanville) — муніципалітет у Франції, у регіоні Нормандія, департамент Приморська Сена. Населення — 277 осіб (01.01.2021).
Муніципалітет розташований на відстані близько 140 км на північний захід від Парижа, 45 км на північ від Руана.

## Географія
Фермерське село, розташоване на берегу річки Сі в Пеі-де-Ко, приблизно в 13 кілометрах на південь від Дьєпп, на перехресті доріг D107 і D3.

## Історія
Назва походить від імені англосаксонського фермера, який прийшов з Данелагу разом з датчанами, і оселилися в Нормандії. Місце проживання сім'ї Дунастан — Дунастанвіль, що з часом перетворився на сучасну назву — Денестанвіль.

## Демографія
Динаміка населення (INSEE ):
Розподіл населення за віком та статтю (2006):
| Стать | Всього | До 15 років | 15-24 | 25-44 | 45-64 | 65-85 | Понад 85 |
| --- | ------ | ----------- | ----- | ----- | ----- | ----- | -------- |
| Чоловіки | 108    | 12          | 16    | 20    | 36    | 20    | 4        |
| Жінки | 100    | 12          | 20    | 24    | 28    | 16    | 0        |
| \| Статево-вікова піраміда \| Статево-вікова піраміда \| Статево-вікова піраміда \| \| ----------------------- \| ----------------------- \| ----------------------- \| \| Чоловіки \| Вік \| Жінки \| \| 4 \| 85 + \| 0 \| \| 8 \| 80-84 \| 0 \| \| 0 \| 75-79 \| 12 \| \| 4 \| 70-74 \| 0 \| \| 8 \| 65-69 \| 4 \| \| 8 \| 60-64 \| 4 \| \| 4 \| 55-59 \| 12 \| \| 4 \| 50-54 \| 4 \| \| 20 \| 45-49 \| 8 \| \| 16 \| 40-44 \| 20 \| \| 4 \| 35-39 \| 4 \| \| 0 \| 30-34 \| 0 \| \| 0 \| 25-29 \| 0 \| \| 0 \| 20-24 \| 4 \| \| 16 \| 15-20 \| 16 \| \| 12 \| 10-14 \| 4 \| \| 0 \| 5-9 \| 8 \| \| 0 \| 0-4 \| 0 \| |        |             |       |       |       |       |          |
| Статево-вікова піраміда |        |             |       |       |       |       |          |
| Чоловіки | Вік    | Жінки       |       |       |       |       |          |
| 4 | 85 +   | 0           |       |       |       |       |          |
| 8 | 80-84  | 0           |       |       |       |       |          |
| 0 | 75-79  | 12          |       |       |       |       |          |
| 4 | 70-74  | 0           |       |       |       |       |          |
| 8 | 65-69  | 4           |       |       |       |       |          |
| 8 | 60-64  | 4           |       |       |       |       |          |
| 4 | 55-59  | 12          |       |       |       |       |          |
| 4 | 50-54  | 4           |       |       |       |       |          |
| 20 | 45-49  | 8           |       |       |       |       |          |
| 16 | 40-44  | 20          |       |       |       |       |          |
| 4 | 35-39  | 4           |       |       |       |       |          |
| 0 | 30-34  | 0           |       |       |       |       |          |
| 0 | 25-29  | 0           |       |       |       |       |          |
| 0 | 20-24  | 4           |       |       |       |       |          |
| 16 | 15-20  | 16          |       |       |       |       |          |
| 12 | 10-14  | 4           |       |       |       |       |          |
| 0 | 5-9    | 8           |       |       |       |       |          |
| 0 | 0-4    | 0           |       |       |       |       |          |

## Економіка
2010 року серед 150 осіб працездатного віку (15—64 років) 114 були активними, 36 — неактивними (показник активності 76,0%, у 1999 році було 67,9%). З 114 активних мешканців працювало 97 осіб (55 чоловіків та 42 жінки), безробітними було 17 (8 чоловіків та 9 жінок). Серед 36 неактивних 8 осіб було учнями чи студентами, 19 — пенсіонерами, 9 були неактивними з інших причин.

У 2010 році в муніципалітеті числилось 93 оподатковані домогосподарства, у яких проживали 234,0 особи, медіана доходів виносила 19 794 євро на одного особоспоживача